# Bokalawela
Bokalawela este un sat în Sri Lanka. Este situat în provincia centrală.

## Legături externe
- Vremea Arhivat în 28 august 2016, la Wayback Machine. în Bokalawela